# Raffaello da Montelupo
Raffaello di Bartolomeo Sinibaldi, auch Raffaele Sinibaldi genannt, bekannter unter dem Namen Raffaello da Montelupo nach seinem Geburtsort (* um 1505 in Montelupo Fiorentino bei Florenz; † um 1566 in Orvieto), war ein italienischer Bildhauer und Baumeister.

## Leben
Raffaello da Montelupo lernte bei seinem Vater Baccio da Montelupo und arbeitete mit ihm in Carrara und Lucca, wo er nach dem Tod des Vaters die Grabmäler für Bischof Silvestro Gigli und für Giano Grillo vollendete. Ab 1524 arbeitete er mit Giano Grillo an der Capella Chigi in Rom, das er nach dem Sacco di Roma verließ.
Danach arbeitete er bis 1533 in Loreto, wo er die Ausschmückung der Casa Santa von Sansovino fortführte. Schließlich arbeitete er mit Michelangelo in Florenz in der Basilica di San Lorenzo, wo er sein Meisterwerk, die Statue des Heiligen Damian, nach einem Entwurf von Michelangelo ausführte.
1543 kehrte er nach Rom zurück und schuf dort unter anderem die Statue des Papstes Leo X. in der Hauptnische seines Grabmonuments in der Basilika Santa Maria sopra Minerva. Er wurde im Auftrag von Papst Paul III. als Baumeister an der Engelsburg für deren Restaurierung verantwortlich und schuf dort unter anderem den Engel, der von 1544 bis 1752 auf deren Spitze stand.
1552 bis zu seinem Tod war er Dombaumeister am Dom von Orvieto.